# 鎗戰女武神
《鎗戰女武神》（日语：ガンヴァルキリー）是由日本遊戲廠商世嘉的子公司Smilebit所開發的Xbox平台第三人稱射擊遊戲。游戏于2002年3月18日在北美发售，同年3月21日在日本发售。

## 评价
日本游戏杂志《Fami通》为游戏打了32/40分。